# Elena Mirela Lavric
Elena Mirela Lavric (ur. 17 lutego 1991 w Pungești) – rumuńska lekkoatletka specjalizująca się w biegu na 800 metrów. Okazjonalnie biega także na dystansie 400 metrów oraz wchodzi w skład sztafety 4 × 400 metrów.
Pierwsze międzynarodowe sukcesy odniosła w 2007 roku kiedy jako 16-latka zdobyła złote medale mistrzostw świata juniorów młodszych oraz mistrzostw Europy juniorów. Podczas halowych mistrzostw świata w 2008 roku rumuńska sztafeta 4 × 400 metrów z udziałem Lavric zajęła 5. miejsce. Stanęła na najwyższym stopniu podium mistrzostw świata juniorów w Bydgoszczy w tym samym sezonie. W roku 2009 została ponownie mistrzynią Europy juniorów oraz bez sukcesów startowała w halowym czempionacie Starego Kontynentu i w mistrzostwach globu na otwartym stadionie. Sukces z Bydgoszczy powtórzyła w lipcu 2010 zdobywając w Moncton złoto mistrzostw świata juniorów. W 2013 sięgnęła po złoto (bieg na 800 metrów) i dwa srebra (bieg na 400 metrów oraz sztafeta 4 × 400 metrów) podczas młodzieżowych mistrzostw Europy w Tampere. Złota medalistka mistrzostw kraju (także w biegu na 400 metrów) i reprezentantka Rumunii podczas drużynowych mistrzostw Europy. 
Rekord życiowy w biegu na 800 metrów: stadion – 1:59,74 (27 maja 2012, Hengelo); hala – 2:02,83 (18 lutego 2009, Sztokholm).

## Osiągnięcia
| Rok  | Impreza                               | Miejsce   | Lokata      | Konkurencja        | Wynik   |
| ---- | ------------------------------------- | --------- | ----------- | ------------------ | ------- |
| 2007 | Mistrzostwa Europy juniorów           | Hengelo   | 1. miejsce  | bieg na 800 m      | 2:02,84 |
| 2007 | Mistrzostwa Europy juniorów           | Hengelo   | 6. miejsce  | sztafeta 4 × 400 m | 3:39,67 |
| 2007 | Mistrzostwa świata juniorów młodszych | Ostrawa   | 1. miejsce  | bieg na 800 m      | 2:04.29 |
| 2007 | Mistrzostwa świata                    | Osaka     | eliminacje  | sztafeta 4 × 400 m | 3:35,69 |
| 2008 | Halowe mistrzostwa świata             | Walencja  | 5. miejsce  | sztafeta 4 × 400 m | 3:36,89 |
| 2008 | Mistrzostwa świata juniorów           | Bydgoszcz | 1. miejsce  | bieg na 800 m      | 2:00,06 |
| 2008 | Mistrzostwa świata juniorów           | Bydgoszcz | eliminacje  | sztafeta 4 × 400 m | 3:41,39 |
| 2009 | Halowe mistrzostwa Europy             | Turyn     | półfinał    | bieg na 800 m      | 2:06,93 |
| 2009 | I liga drużynowych mistrzostw Europy  | Bergen    | 5. miejsce  | bieg na 800 m      | 2:04,47 |
| 2009 | I liga drużynowych mistrzostw Europy  | Bergen    | 1. miejsce  | sztafeta 4 × 400 m | 3:35,18 |
| 2009 | Mistrzostwa Europy juniorów           | Nowy Sad  | 1. miejsce  | bieg na 800 m      | 2:04,12 |
| 2009 | Mistrzostwa świata                    | Berlin    | eliminacje  | bieg na 800 m      | 2:04,49 |
| 2010 | I liga drużynowych mistrzostw Europy  | Budapeszt | 2. miejsce  | bieg na 800 m      | 2:02,66 |
| 2010 | I liga drużynowych mistrzostw Europy  | Budapeszt | 2. miejsce  | sztafeta 4 × 400 m | 3:33,51 |
| 2010 | Mistrzostwa świata juniorów           | Moncton   | 1. miejsce  | bieg na 800 m      | 2:01,85 |
| 2010 | Mistrzostwa Europy w biegu na przełaj | Albufeira | 14. miejsce | bieg juniorek      | 13:34   |
| 2010 | Mistrzostwa Europy w biegu na przełaj | Albufeira | 3. miejsce  | drużyna juniorek   |         |
| 2011 | I liga drużynowych mistrzostw Europy  | Izmir     | 11. miejsce | bieg na 800 m      | 2:10,79 |
| 2011 | Mistrzostwa krajów bałkańskich        | Sliwen    | 2. miejsce  | bieg na 800 m      | 2:04,88 |
| 2011 | Młodzieżowe mistrzostwa Europy        | Ostrawa   | 7. miejsce  | bieg na 800 m      | 2:12,99 |
| 2012 | Halowe mistrzostwa krajów bałkańskich | Stambuł   | 1. miejsce  | sztafeta 4 × 400 m | 3:39,51 |
| 2012 | Halowe mistrzostwa świata             | Stambuł   | 3. miejsce  | sztafeta 4 × 400 m | 3:31,41 |
| 2012 | Igrzyska olimpijskie                  | Londyn    | półfinał    | bieg na 800 m      | 2:00,46 |
| 2013 | Halowe mistrzostwa krajów bałkańskich | Stambuł   | 1. miejsce  | bieg na 800 m      | 2:09,10 |
| 2013 | I liga drużynowych mistrzostw Europy  | Dublin    | 1. miejsce  | bieg na 800 m      | 2:03,44 |
| 2013 | I liga drużynowych mistrzostw Europy  | Dublin    | 1. miejsce  | sztafeta 4 × 400 m | 3:30,77 |
| 2013 | Młodzieżowe mistrzostwa Europy        | Tampere   | 2. miejsce  | bieg na 400 m      | 52,06   |
| 2013 | Młodzieżowe mistrzostwa Europy        | Tampere   | 1. miejsce  | bieg na 800 m      | 2:01,56 |
| 2013 | Młodzieżowe mistrzostwa Europy        | Tampere   | 2. miejsce  | sztafeta 4 × 400 m | 3:30,28 |
| 2013 | Mistrzostwa świata                    | Moskwa    | eliminacje  | bieg na 800 m      | 2:10,37 |
| 2013 | Mistrzostwa świata                    | Moskwa    | 7. miejsce  | sztafeta 4 × 400 m | 3:28,40 |
| 2013 | Igrzyska frankofońskie                | Nicea     | 1. miejsce  | bieg na 800 metrów | 2:02,27 |
| 2013 | Igrzyska frankofońskie                | Nicea     | 1. miejsce  | sztafeta 4 × 400 m | 3:29,81 |
| 2014 | Mistrzostwa Europy                    | Zurych    | 8. miejsce  | bieg na 800 m      | 2:09,25 |
| 2016 | Halowe mistrzostwa świata             | Portland  | 3. miejsce  | sztafeta 4 × 400 m | 3:31,51 |